# Фестиваль грецької пісні імені Тамари Каци

Відкриття фестивалю, 2008 рік

Церемонія нагородження конкурсантів

Міжнародний фестиваль грецької пісні імені Тамари Каци — пісенний фестиваль, що відбувається раз на два роки у Маріуполі під егідою Федерації грецьких товариств України та за участю видатних майстрів пісенного жанру грецьких об'єднань СНД. Змагання між учасниками фестивалю проводиться у чотирьох номінаціях: сольне виконання, дует, ансамблі, авторська пісня.
Фестиваль носить ім'я грецької співачки Приазов'я Тамари Каци — лауреата республіканських, всесоюзних, міжнародних фестивалів народної творчості, що проходили в Україні, Росії, Греції та на Кіпрі.
Всеукраїнський фестиваль грецької пісні імені Тамари Каци проходить за підтримки Держкомнацміграції України, Генерального секретаріату у справах греків зарубіжжя МЗС Греції, Центру дослідження і розвитку грецької культури країн Причорномор'я «Маврі Таласса», Ради у справах греків Європи (Кіпр), Генерального консульства Греції в Маріуполі, ВАТ «Маріупольський завод важкого машинобудування», ВАТ «Маріупольський металургійний комбінат імені Ілліча», меценатів Маріуполя та російських підприємців Івана Саввіді та Миколи Агурбаша, уродженця приазовської Ялти.

## 2010 рік
2010 року Фестиваль відбувся вшосте 13-14 листопада. Гра-прі присудили співачці із Горловки Світлані Плічак. Фестиваль відвідали голова Всегрецької федерації понтійських товариств Апостолідіс Хараламбос (Греція), журналіст, дослідник культури країн Причорномор'я Стеліос Еллініадіс (Греція), Відповідальний секретар Міжнародної конфедерації понтійських греків Феодорос Столтідіс (Греція), співробітник Центру дослідження і розвитку грецької культури країн Причорномор'я «Маврі Таласса» Фрасос Евтіхідіс (Греція), президент Асоціації грецьких товариств Казахстану «Філія» Павло Феодоріді, голова Союзу Грецьких громадських організацій Вірменії Аркадій Хітаров, голова Товариства грецької культури «Елефтерія» у республіці Молдова Володимир Яніев, голова Громадського об'єднання греків в Киргизстані «Філія» Ольга Купріянова, голова Білоруського громадського об'єднання греків «Пелопоннес» Рафаель Деліянов, заступник голови Ташкентського міського товариства грецької культури Ефстафій Космідіс, голова Товариства греків Азербайджану «Арго» Саїда Мехтієва, голова Союзу грецьких громад Грузії Фотій Чітлідіс тощо.